# Zanja de percolación

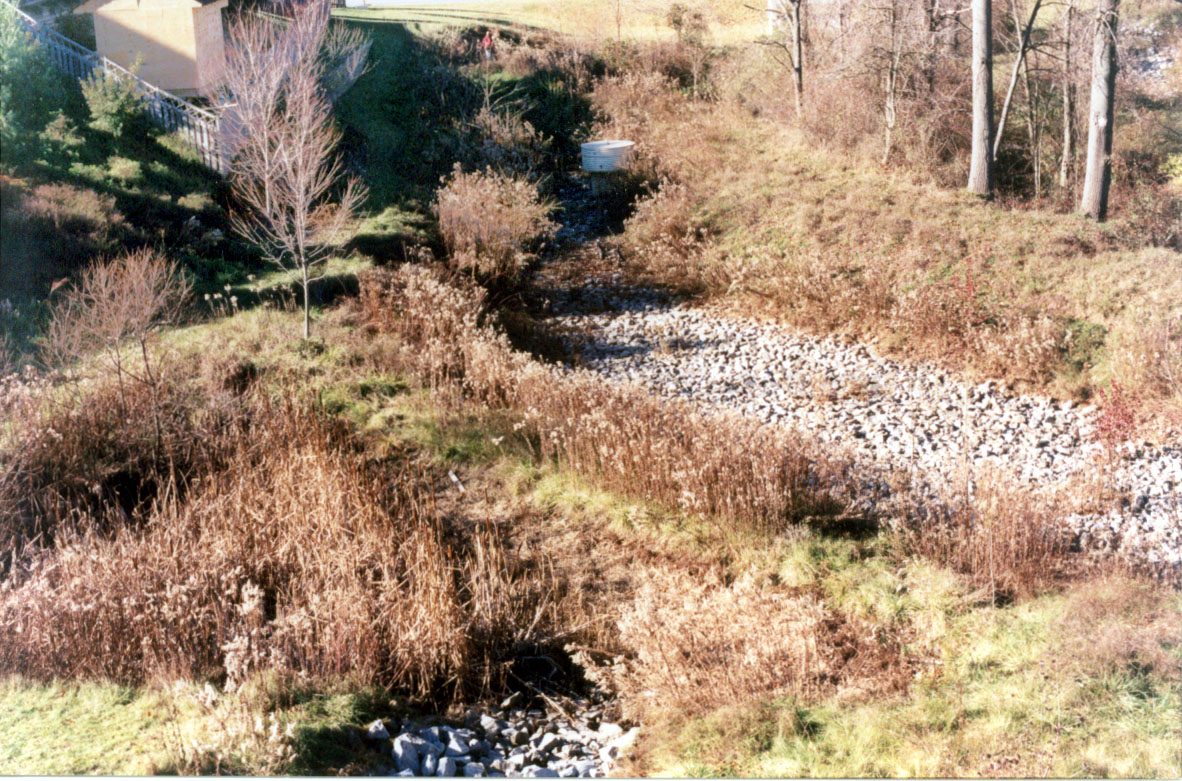
Zanja de percolación

Una zanja de percolación, también llamada zanja de infiltración, es un tipo de mejor práctica de gestión (BMP) que se utiliza para gestionar la escorrentía de aguas pluviales, evitar inundaciones y erosión aguas abajo, y mejorar la calidad del agua en un río, arroyo, lago o bahía adyacente. Es una trinchera excavada poco profunda llena de grava o piedra triturada que está diseñada para infiltrarse en aguas pluviales a través de suelos permeables en el acuífero subterráneo .
Una zanja de percolación es similar a un pozo seco, que generalmente es un agujero excavado lleno de grava. Otra estructura de drenaje similar es un drenaje francés, que dirige el agua lejos de los cimientos de un edificio, pero generalmente no está diseñada para proteger la calidad del agua. 

## Aplicación y diseño
Las trincheras de percolación a menudo se usan para tratar la escorrentía de superficies impermeables, como aceras y estacionamientos, en sitios donde hay espacio limitado disponible para manejar las aguas pluviales. Son eficaces para tratar las aguas pluviales solo si el suelo tiene suficiente porosidad . Para funcionar correctamente, una zanja debe diseñarse con una estructura de pretratamiento, como un canal de césped o una ciénaga, para capturar sedimentos y evitar obstruir la zanja. Puede que no sea apropiado para sitios donde existe la posibilidad de contaminación del agua subterránea, o donde hay suelo con un alto contenido de arcilla que podría obstruir la zanja.